# Skuabach
Koordinaten: 62° 11′ 0″ S, 58° 59′ 0″ W
Der Skuabach (nach der Raubmöwenart Antarktikskua) ist ein Bach auf der Fildes-Halbinsel von King George Island, der größten der Südlichen Shetlandinseln.
Er ist einer von vier Bächen, die fächerförmig auf die Skuabucht der Drakestraße zufließen; nördlich fließt der Hochbach, nach Süden folgen Seeschwalbenbach und Möwenbach. Vom Fuße der Davies Heights (auf der deutschen Karte von 1984 als „Zentralberge“ beschriftet) fließt der Bach in nordwestliche Richtung sanft geschwungen auf die Bucht zu.
Im Rahmen zweier deutscher Expeditionen zur Fildes-Halbinsel in den Jahren 1981/82 und 1983/84 unter der Leitung von Dietrich Barsch (Geographisches Institut der Universität Heidelberg) und Gerhard Stäblein (Geomorphologisches Laboratorium der Freien Universität Berlin) wurde der Bach zusammen mit zahlreichen weiteren bis dahin unbenannten geographischen Objekten der Fildes-Halbinsel neu benannt und dem Wissenschaftlichen Ausschuss für Antarktisforschung (Scientific Committee on Antarctic Research, SCAR) gemeldet.